# Hargelsberg
Hargelsberg är en ort och kommun  i Österrike. Den ligger i distriktet Linz-Land i förbundslandet Oberösterreich, 140 kilometer väster om huvudstaden Wien. 
Kommunen består av tio orter (Ortschaften) (inom parentes invånarantal 1 januari 2024):

- Angersberg (86)
- Firsching (431)
- Franzberg (18)
- Hargelsberg (529)
- Hart (36)
- Hausmanning (41)
- Penking (66)
- Pirchhorn (17)
- Sieding (137)
- Thann (82)